# St. Odilia (Gohr)

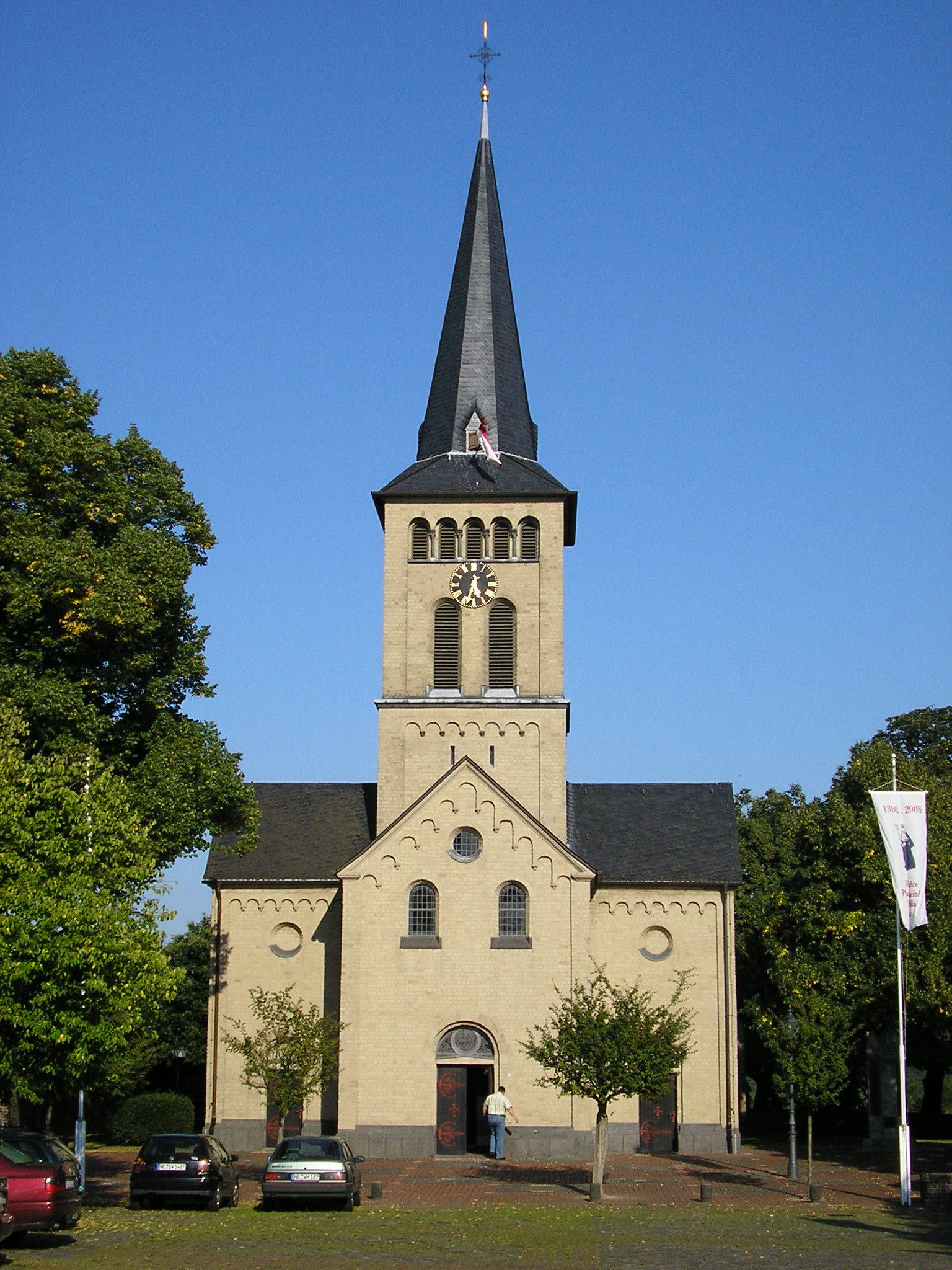
Der neoromanische Westbau St. Odilias

St. Odilia ist die römisch-katholische Pfarrkirche von Gohr, einem Stadtteil Dormagens im Rhein-Kreis Neuss. Sie ist wegen einer Odilienreliquie auch Wallfahrtskirche. 

## Geschichte

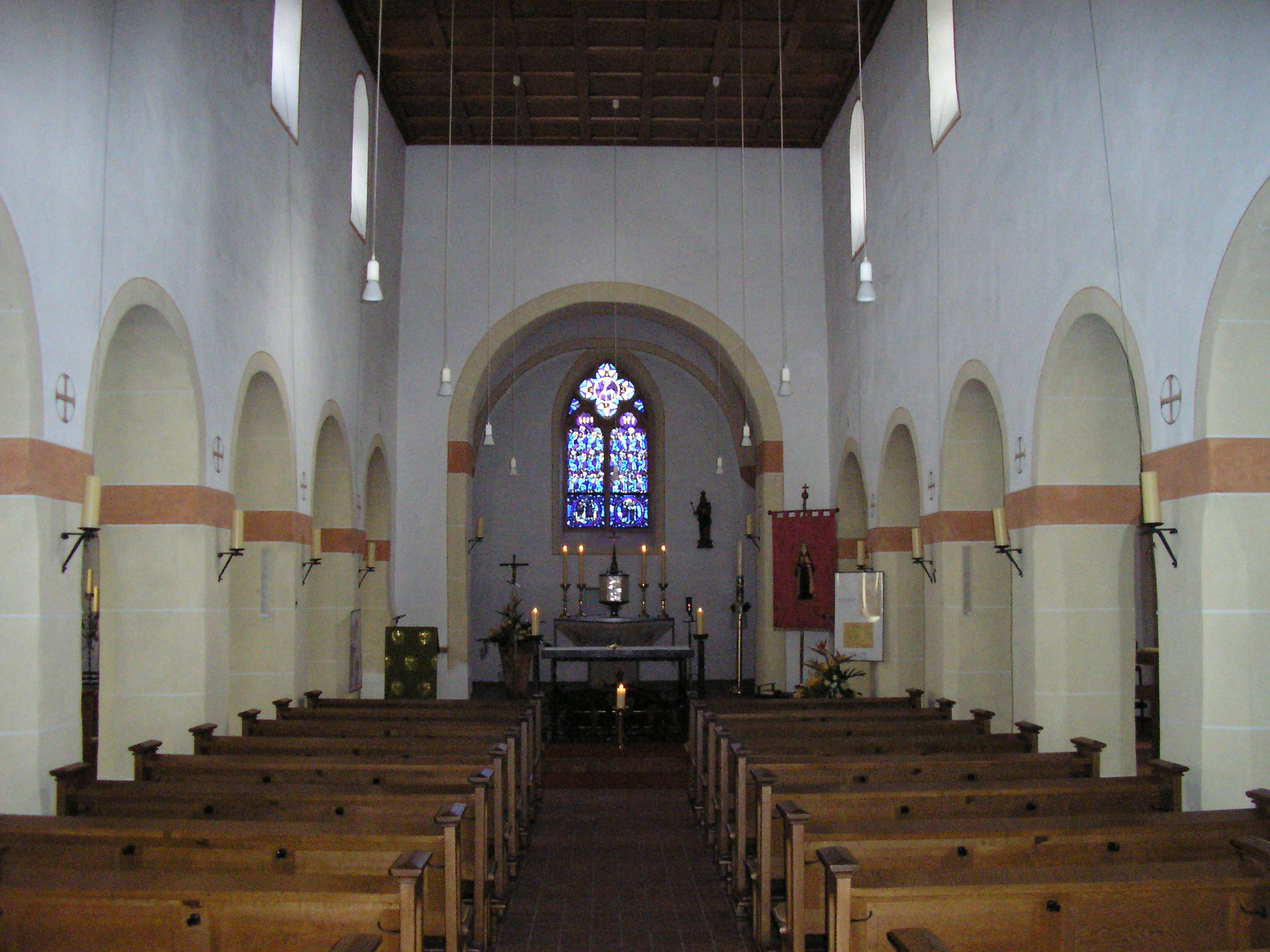
St. Odilia. Blick ins romanische Hauptschiff

Die romanischen Bauteile Langhaus und Chor der Gohrer Odilienkirche stammen aus dem 12. Jahrhundert. Die Kirche wurde zunächst nur als Hofkapelle erwähnt und ca. 1300 zur Pfarrkirche erhoben. Seit dem 13. Jahrhundert ist der Besitz des Hofes durch den Kölner Domdechanten nachweisbar. Ungewöhnlich für eine romanische Basilika in der Region ist, dass sie ohne Westturm und mit einem gerade geschlossenen Chor errichtet wurde. Seit 1497 ist in Gohr die bis heute bestehende Odilienwallfahrt belegt.
1652 erfolgte eine Erneuerung der Seitenschiffe und eine Entfernung von zwei Pfeilern im Langhaus. 1846 erhielt die Kirche auf Vermittlung des Straßburger Bischofs eine Reliquie der heiligen Odilia aus deren Grablege im Kloster Odilienberg. 1891 bis 1893 wurde nach einem zunächst geplanten Abriss der Kirche der romanische Ursprungsbau rekonstruiert und ein großer Westbau mit Turm, Querschiff und Vorhalle in neoromanischen Formen angefügt.
Aus dem Zweiten Weltkrieg stammende Schäden wurden in den Jahren 1950 bis 1957 beseitigt. 1996 erhielt die Kirche eine neue zweimanualige Orgel. 1998 wurde das Kirchengebäude außen, 1999 innen saniert. Zum 700-jährigen Jubiläum der Pfarrei St. Odilia im Jahr 2008 wurde der Altarbereich neu gestaltet.

## Ausstattung

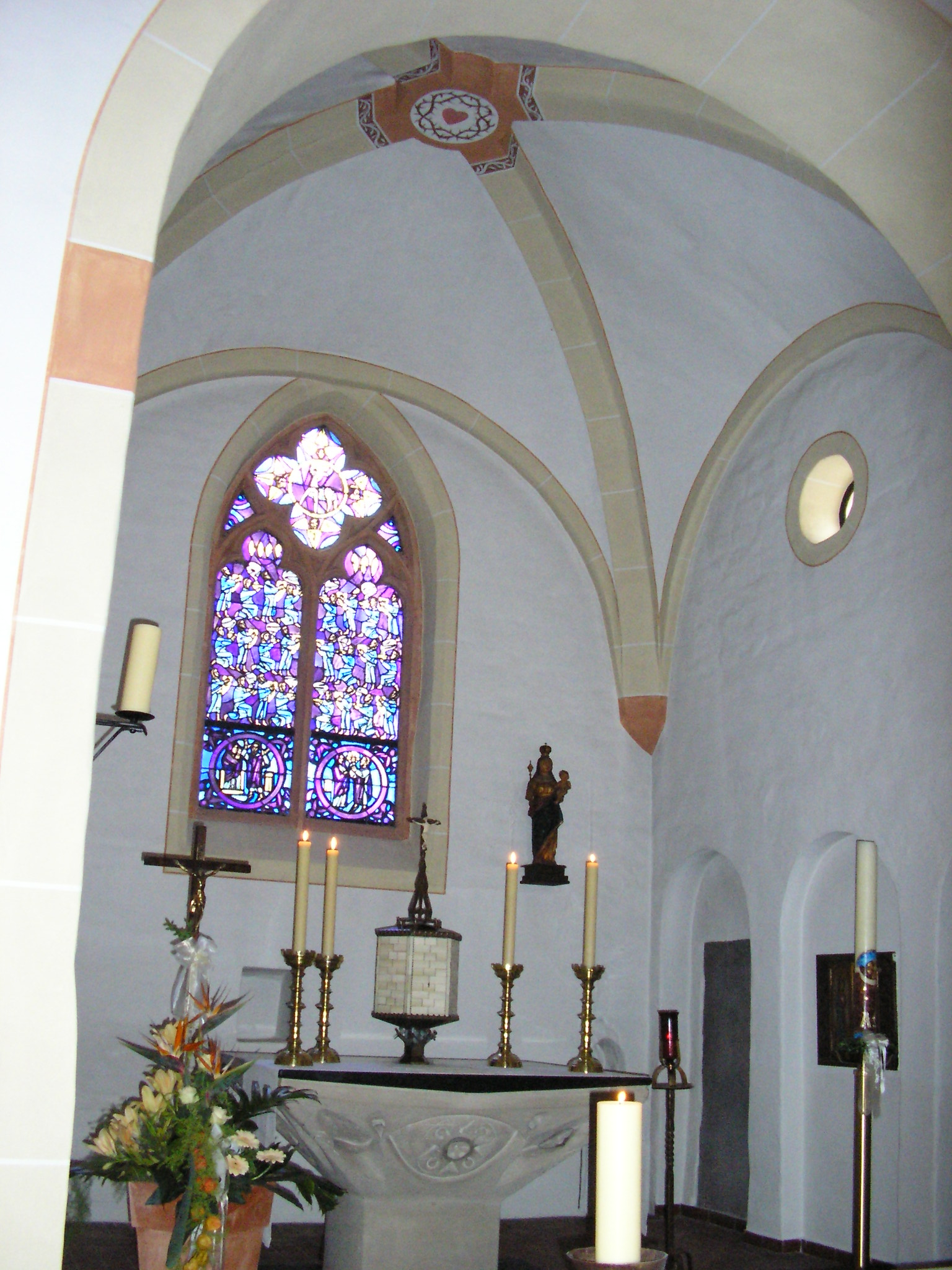
Chorraum
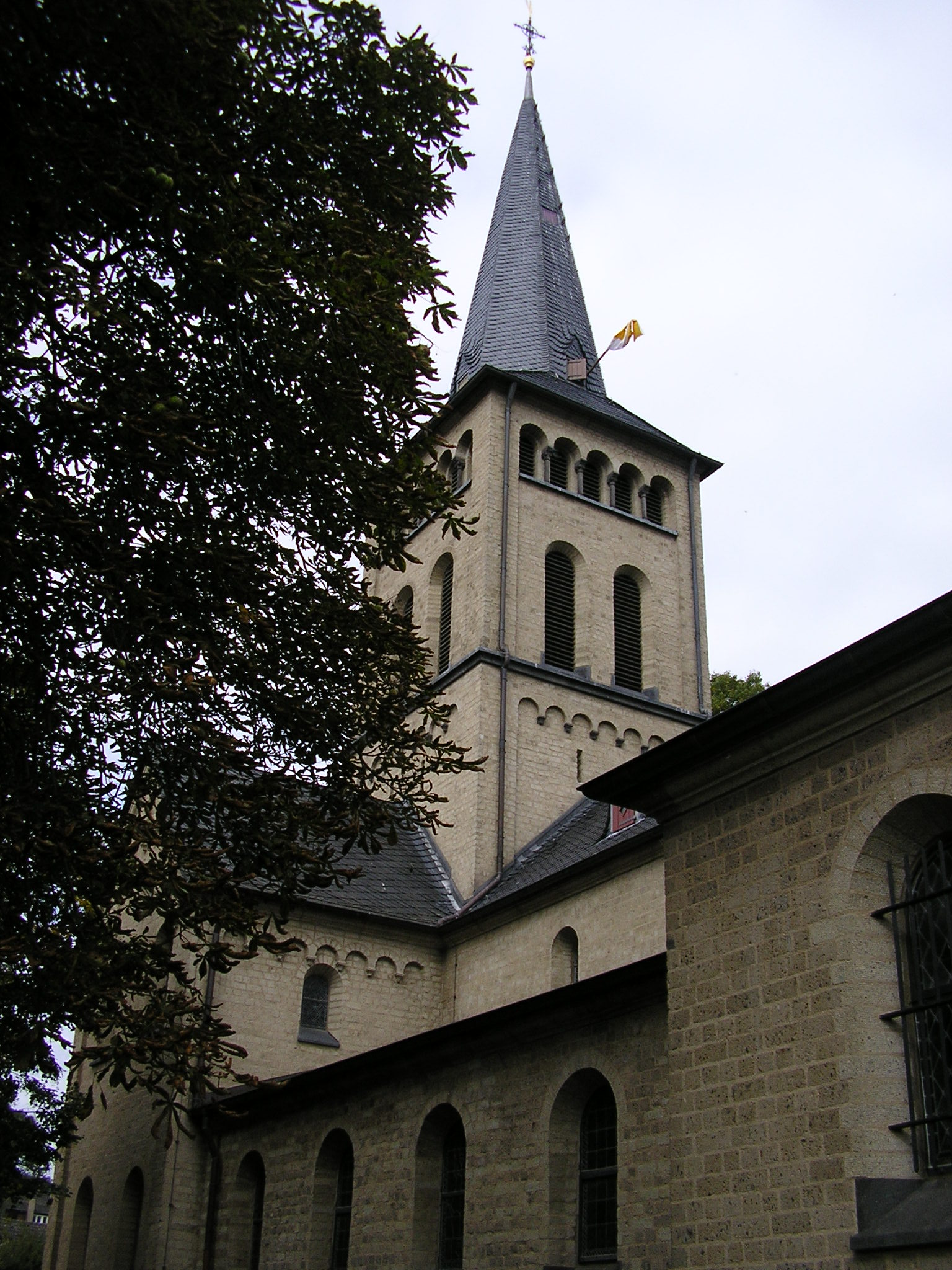
Kirchturm

Besonders wertvolle Stücke in der Kirche sind ein romanischer Taufstein aus dem 12. Jahrhundert und eine barocke Madonna mit Jesusknabe, vermutlich von dem Bildhauer Gabriel de Grupello geschaffen. Den neuen Deckel des Taufsteins schuf der Metallbildhauer Jakob Riffeler, der Kreuzwegzyklus stammt von dem Architekten und Bildhauer Joachim Conrad aus Gohr. Die 2008 neu gefertigten Ausstattungsstücke Altar, Ambo, Lesepult, Sediliengruppe und Kredenztisch wurden aus gekalkter Eiche von der Tischlerei Christian Hinsen aus Gohr hergestellt.

## Glocken
Im Turm von St. Odilia hängt ein fünfstimmiges Glockengeläut aus Bronze:
| Glocke | Name                | Gewicht ≈ | Durchmesser | Gießer                           | Gussjahr | Schlagton |
| ------ | ------------------- | --------- | ----------- | -------------------------------- | -------- | --------- |
| 1      | Sebastian           | 1200 kg0  | 1272 mm0    | Petit & Gebr. Edelbrock, Gescher | 1961     | dis’±0    |
| 2      | Adalbertus          | 692 kg    | 1075 mm0    | M.B. Dormann, Königsberg         | 1765     | fis’+1    |
| 3      | Matthias + Johannes | 520 kg    | 960 mm      | Petit & Gebr. Edelbrock, Gescher | 1929     | a’-6      |
| 4      | Odilia              | 270 kg    | 771 mm      | Petit & Gebr. Edelbrock, Gescher | 1961     | h’+1      |
| 5      | Maria               | 185 kg    | 706 mm      | Petit & Gebr. Edelbrock, Gescher | 1961     | cis’’+1   |

## Nachweise
1. ↑  Gerhard Hoffs, Glocken im Dekanat Dormagen: Dormagen-Gohr, St. Odilia (PDF; 0,4 MB)

Koordinaten: 51° 6′ 13,1″ N, 6° 43′ 8″ O